# Isopycnaal
Isopycnaal is een term uit de toegepaste hydrostatica en betekent "met gelijke massadichtheid".
In de oceanografie is een waterkolom isopycnaal als de dichtheid niet of nauwelijks verandert met de hoogte. Een isopycnale waterkolom heeft een neutrale stabiliteit in de zin dat er een onverschillig evenwicht bestaat ten opzichte van verticale stromingen. In isopycnale kolommen nabij het oppervlak van de zee ontstaat gemakkelijk verticale menging door de invloed van wind, golven en horizontale stromingen.
In een diagram waarin de saliniteit van zeewater wordt uitgezet tegen de temperatuur, zijn isopycnalen de lichtjes gekromde lijnen die punten met gelijke dichtheid verbinden. Zeewater is zwaarder naarmate er meer zout in opgelost is, en ook naarmate het kouder wordt. Een typische isopycnale waterkolom bevat bovenaan warmer water met een hogere saliniteit, en onderaan kouder water met een lagere saliniteit.